# 유진그룹
유진그룹(有進-, 영어: Eugene Group)은 제과업을 영위하는 대흥제과가 모체인 대한민국의 기업집단이다.

## 연혁
65년 역사의 유진그룹은 1954년 제과사업(대흥제과)을 시작으로 건자재/유통, 금융, 미디어/콘텐츠, 물류/레저/IT 등 사업영역의 다각화를 통해 그룹의 세계화와 경쟁력 제고에 총력을 기울이고 있으며, 끊임없는 혁신과 도전, 인재육성으로 내부역량을 강화하고 고객중심의 새로운 제품과 서비스로 외부 경쟁력을 극대화하는 데에 힘쓰고 있다.

## 계열사
<건자재/유통 부문>
- 유진기업
- 동양
- 유진홈센터
- 유진디랩
- 유진한일합섬

<금융 부문>
- 유진투자증권
- 유진투자선물
- 유진자산운용
- 유진프라이빗에쿼티

<미디어/콘텐츠 부문>
- YTN
- YTN 라디오
- YTN dmb
- 유진ENT

<물류/레저/IT 부문>
- 유진로지스틱스
- 유진소닉
- TXR로보틱스
- 유진엠
- 유진레저-푸른솔GC 포천
- 동화기업-푸른솔GC 장성
- 자연팜앤바이오
- 유진IT서비스

<기타>
- 재단법인 안당학술장학재단
- 사회복지법인 유진복지재단

## 전 계열사
- 하이마트 - 롯데그룹 계열사 롯데쇼핑에 매각됨(현 롯데하이마트)
- 유진저축은행 - 다올금융그룹 계열사 다올투자증권에 매각됨(현 다올저축은행)
- 로젠택배 - 미래에셋나이스PEF에 매각됨
- 드림시티방송 - CJ그룹 계열사 CJ홈쇼핑에 매각됨(현 CJ ENM)
- 나눔로또 - 복권수탁사업 종료로 동행복권으로 사업권 이관

## 같이 보기
- 대한민국의 경제
- 재벌
- YTN